# Петергофский уезд
Петерго́фский уе́зд (до 1849 года — Ораниенба́умский) — административно-территориальная единица в Санкт-Петербургской губернии Российской империи и РСФСР, существовавшая в 1780—1923 годах. Уездный город — Петергоф.

## География
Петергофский уезд располагался в центральной части Санкт-Петербургской губернии на южном побережье Финского залива и граничил с Царскосельским уездом на юго-востоке, Ямбургским уездом на юго-западе. Площадь уезда в 1897 году составляла 2 409,8 верст² (2 742 км²).

## История
В XII—XV веках земли будущего Петергофского уезда входили в состав Новгородской республики.
В 1149 году финское племя емь напало на коренное население южного берега Финского залива.
Новгородцы, заинтересованные в расширении своего политического влияния, чтобы предотвратить дальнейшие набеги еми, выстраивают в районе нынешнего Копорья две крепости, очевидно, служившие так же политическим центром края. Начинается русская колонизация приневских земель.
С XIII века политическим центром края становится Копорье.
Очевидно, в конце XV века проводится новая административная реформа в связи с административным подразделением на так называемые «уезды». Реформа, впрочем охватывала все русские земли. В пределах бывшей Новгородской Руси во главе уездов встали бывшие новгородские «пригороды».
Впервые уезды были упомянуты в Окладной переписной книге Водской Пятины уже в составе «нового письма» 1500 года, то есть через 22 года после присоедиения Новгорода к Москве Иваном III.
Южный берег Финского залива вплоть до устья реки Стрелки на востоке (нынешний посёлок Стрельна) оказывается в составе Копорского уезда с центром в Копорье.
На месте нынешнего Петергофа в 1500 году упомянуто поместье московского воеводы Афонасия Васильевича Бесстужева. До этого эти земли входили в состав вотчины новгородского посадника Захария Овинова, а затем его сына Ивана.
В XVIII веке, вплоть до 1763 Копорье продолжает сохраняет статус административного уездного центра, хотя в летнее время управление краем (да и всем Государством) фактически переносится в Петергофскую императорскую резиденцию, основанную и возвеличенную при Петре I.
В 1780 году в ходе проведения очередной административной реформы Екатерина II сделала Ораниенбаум уездным городом Ораниенбаумского уезда Санкт-Петербургской губернии. В связи с упразднением Копорья, как военной крепости в 1763 году требовался новый уездный центр. В этой связи не любившая регулярный Петергоф Екатерина, предпочла Ораниенбаумскую резиденцию.
Однако, Павел I проводивший многие преобразования в пику реформам матери, в 1796 году перевел присутственные места из Ораниенбаума в Петергоф. Таким образом Ораниенбаумский уезд был преобразован в Петергофский. Функции управления уездным центром выполняло дворцовое правление, служившее одновременно и администрацией составляющих Петергоф Большой и Малой Фонтанных слобод. Правление в Петергофе располагалось в так называемом Доме с башней, построенном в 1798 году и дало название улице, на которой находится этот дом: Правленская.
В 1802 году при Александре I Ораниенбаум снова становится уездным городом и остается им до 1849 года, когда присутствие вновь переезжает в Петергоф, а Ораниенбаум опять входит в состав Петергофского уезда.
До Октябрьской революции 1917 года в состав уезда входило 11 волостей, в 1917—1918 годах в уезде было образовано 4 новых волости: Шунгоровская (центр — дер. Горелово), Бабигонская (центр — дер. Сашино 1-е), Сергиевская (центр — пос. Сергиевская Пустынь), Кипенская (центр — кол. Кипень). 6 мая 1919 года в Петергофском уезде было произведено укрупнение волостей: Стрельнинская, Шунгоровская, Сергиевская волости были объединены в Стрельно-Шунгоровскую (или Стрельнинскую, центр пос. Стрельна), Кипенская и Ропшинская — в Кипенно-Ропшинскую (или Ропшинскую, центр — колония Кипень). 30 марта 1922 года были ликвидированы три небольшие волости — Бабигонская, Витинская, Воронинская, таким образов в уезде осталось 9 волостей.
Постановлением Президиума ВЦИК от 14 февраля 1923 года Петергофский уезд был упразднён, его территория вместе с Детскосельским уездом вошла в состав вновь образованного Троцкого уезда.

## Население
По данным переписи П. И. Кёппена 1848 года в Ораниенбаумском уезде проживали: водь — 1475 чел., ижора — 6393 чел., эурямёйсет — 7608 чел., савакоты — 8581 чел., финны — 51 чел., эсты — 1000 чел., немцы — 6344 чел., латыши — 300 чел. Всего 31 752 человека национальных меньшинств, русское население данной переписью не учитывалось.
По данным переписи 1897 года в уезде проживали 140 547 чел. В том числе русские — 67,7 %, финны (финляндские и ингерманландские) — 13,2 %, эстонцы — 6,2 %, ижора — 4,7 %. В Ораниенбауме проживало 5 458 чел., в Кронштадте — 59 525 чел., в уездном городе Петергофе — 11 316 чел.

## Административное деление
В 1890 году в состав уезда входило 11 волостей
| № п/п | Волость         | Волостное правление        | Число селений | Население |
| ----- | --------------- | -------------------------- | ------------- | --------- |
| 1     | Бегуницкая      | с. Бегуницы                | 38            | 3735      |
| 2     | Витинская       | д. Витино                  | 19            | 3542      |
| 3     | Воронинская     | с. Глобицы                 | 16            | 3274      |
| 4     | Гостилицкая     | с. Гостилицы               | 23            | 5073      |
| 5     | Губаницкая      | д. Губаницы                | 53            | 4875      |
| 6     | Ковашевская     | с. Коваши                  | 18            | 3078      |
| 7     | Копорская       | с. Копорье                 | 30            | 5035      |
| 8     | Медушская       | с. Старые Мёдуши           | 34            | 3657      |
| 9     | Ораниенбаумская | д. Пеники                  | 43            | 5884      |
| 10    | Ропшинская      | с. Ропша                   | 32            | 5721      |
| 11    | Шунгоровская    | д. Красносельская Подстава | 88            | 6959      |

В 1913 году в состав уезда входило 3 города: Ораниенбаум, Кронштадт, Петергоф и 11 волостей, Шунгоровская волость переименована в Константиновскую с центром в д. Пески.
В 1923 году в состав уезда входило 9 волостей:
- Бегуницкая — с. Бегуницы
- Гостилицкая — с. Гостилицы
- Губаницкая — д. Губаницы
- Ковашевская — д. Коваши
- Копорская — с. Копорье
- Медушская — с. Старые Мёдуши
- Ораниенбаумская — д. Пеники
- Кипенно-Ропшинская — д. Кипень
- Стрельно-Шунгоровская — п. Стрельна

## Населённые пункты
В 1862 году крупнейшими населёнными пунктами уезда являлись:
- Петергоф, город — 6702 чел.;
- Ораниенбаум, город — 3235 чел.;
- Стрельна, мыза — 1348 чел.;
- Дятлицы, деревня — 923 чел.;
- Ропша, мыза и Ропшинских фабрикантов, слобода — 778 (135+643) чел.;
- Гатобужи, (фабричная слобода, деревня, мыза) — 676 (552+93+31) чел. (ныне не существует);
- Гостилицы, деревня — 654 чел.;
- Русско-Высоцкое — 586 чел.;
- Новая, деревня — 502 чел. (ныне составная часть Гостилиц).